# 알바로 루돌피
알바로 루돌피(Álvaro Rudolphy, 1964년 5월 24일 ~ )는 칠레의 배우이다.

## 출연 작품
- 옵티컬 일루션 (2009)
- 칠레 푸에드 (2008)
- 섹스 위드 러브 (2003)
- 티에라 델 푸에고 (2000)
- 엘 엔서시아스모 (1998)